# Daniel Haugh
Daniel Haugh, född  3 maj 1995, är en amerikansk friidrottare som tävlar i släggkastning.

## Karriär
Vid OS 2020 placerade sig Haugh på en elfteplats i släggfinalen. Vid VM 2023 tog han sig till finalen och där slutade han på en sjätte plats.